# Planetesimála

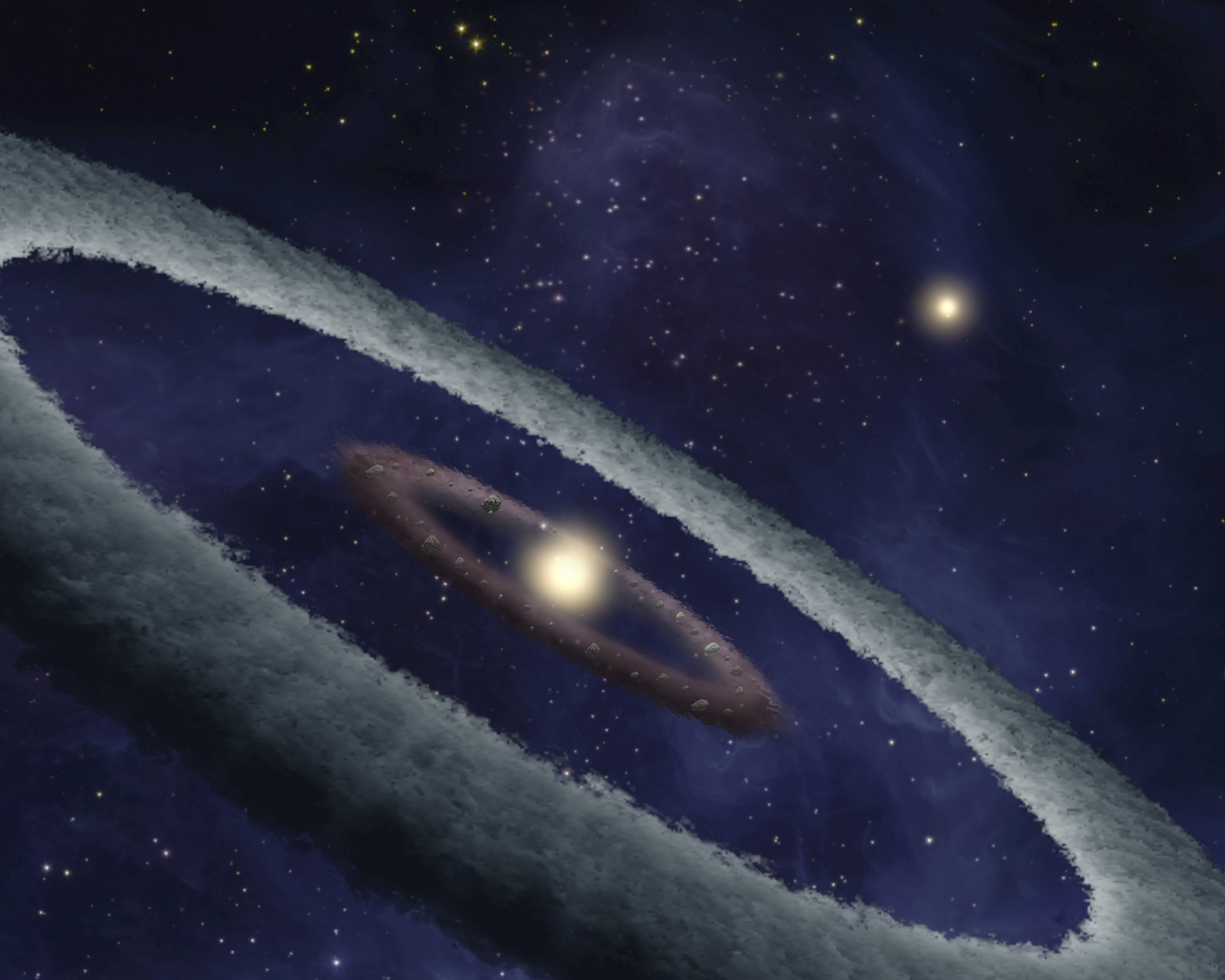
Množství planetesimál (vnitřní hnědý prstenec) obíhající kolem mladé hvězdy. Umělecká představa.

Planetesimály jsou malá kamenná nebo ledová tělesa o velikosti jednotek km, o nichž se předpokládá, že dala vznik sluneční soustavě.

## Safronovova teorie
Podle této v současnosti nejuznávanější teorie, vyslovené Viktorem Sergejevičem Safronovem (1917–1999), se původní zárodečná sluneční mlhovina po vzniku centrální protohvězdy zploštila do relativně plochého protoplanetárního disku. Z něj kondenzovala prachová zrnka, ze kterých pak (akrecí) – vzájemnými srážkami a následnou koagulací (slepováním) –  vznikly planetesimály. Ty již byly dostatečně hmotné na to, aby na sebe působily významnou gravitační silou. Předpokládá se, že srážkami se z nich vytvořila ostatní větší tělesa sluneční soustavy – nejdříve protoplanety a pak i planety.
Planetesimály, které se při tvorbě planet neuplatnily, zůstaly ve sluneční soustavě jako planetky a meteoroidy.

### Problémy teorie
Základní principy této teorie jsou obecně přijímány, ale její detaily ještě nejsou dostatečně prozkoumány. Podle matematických simulací např. třením planetesimál o plyn v protoplanetárním disku se výrazně snižuje jejich oběžná rychlost a planetesimály padají na Slunce.
Turbulence v plynu protoplanetárního disku mohou být tak velké, že dokáží vznikající balvany přivést tak blízko k sobě, že vlivem jejich vzájemné přitažlivosti může vzniknout přímo protoplaneta. Planetesimály by se tedy nemusely při vzniku planet uplatnit.